# Clonia lalandei
Clonia lalandei is een rechtvleugelig insect uit de familie sabelsprinkhanen (Tettigoniidae). De wetenschappelijke naam van deze soort is voor het eerst geldig gepubliceerd in 1888 door Saussure.
1. ↑  (en) Clonia lalandei op de IUCN Red List of Threatened Species.